# George Alencherry
George kardinál Alencherry (* 19. dubna 1945 Thuruthy) je indický biskup syrsko-malabarské církve a kardinál, do 6. prosince 2023 vyšší arcibiskup vyšší archieparchie Ernakulam–Angamaly a hlava syrsko-malabarské církve.
K srsko-malabarské katolické církvi se celkem (hlavně v indickém státě Kerala) hlásí 4 miliony 120 tisíc věřících (v roce 2015; roku 2009 to bylo 3 813 000, roku 2010 již 3 828 590, roku 2013 3 893 330, roku 2014 3 899 ), kterým slouží 51 biskupů a 7076 kněží v 5 metropolitních arcidiecézích a 24 eparchiích, tj. diecézích v Indii; další je diecéze sv. Tomáše Apoštola v Chicagu v USA a další je diecéze sv. Tomáše Apoštola v Austrálii. Od 16. století je v plném společenství s Římem. Svůj původ odvozuje od hlásání apoštola sv. Tomáše na asijském kontinentě. Jméno církve se odvozuje od regionu Malabar na západním pobřeží Indie a od jejího východosyrského bohoslužebného ritu.

## Život
Kněžské svěcení přijal 19. listopadu 1972. V roce 1996 byl zvolený biskupem diecéze Thuckalay. Dne 24. května 2011 ho synod syrsko-malabarské katolické církve zvolil vyšším (vrchním, arcibiskupem maior) arcibiskupem ernakulamsko-angamalským (jeho předchůdce, kardinál Varkey Vithayathil, byl ještě jmenován papežem; od roku 2004 však dal Jan Pavel II. syrsko-malabarské katolické církvi právo si svého vrchního arcibiskupa volit – papež pak zvoleného pouze potvrdí). Dne 6. ledna 2012 byla ohlášena jeho kardinálská nominace, kardinálské insignie převzal na konzistoři 18. února téhož roku. Jeho titulárním kostelem je chrám svatého Bernarda v Diokleciánových lázních.
Po jeho rezignaci v roce 2023 se stal administrátorem syrsko-malabarské katolické cirkve i archieparchie Ernakulam-Angamaly kuriální eparcha (biskup) Sebastian Vaniyapurackal, titulární biskup v Troine. Zároveň se archieparcha (arcibiskup) Andrews Thazhath, syrskomalabarský metropolita v Trichuru, vzdal svého úřadu apoštolského administrátora teto archieparchie. Místo něj byl jmenován apoštolským administrátorem sede vacante et ad nutum Sanctae Sedis emeritní eparcha syrskomalabarské eparchie (diecéze) svatého Tomáše Apoštola z Melbourne Bosco Puthur.

## Galerie

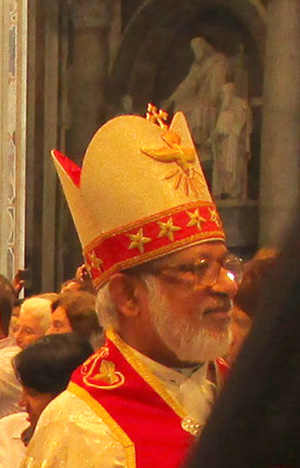
Kardinál Alencherry, při příležitosti návštevy u papeže při Stolci svatého Petra, dne 11. října 2014
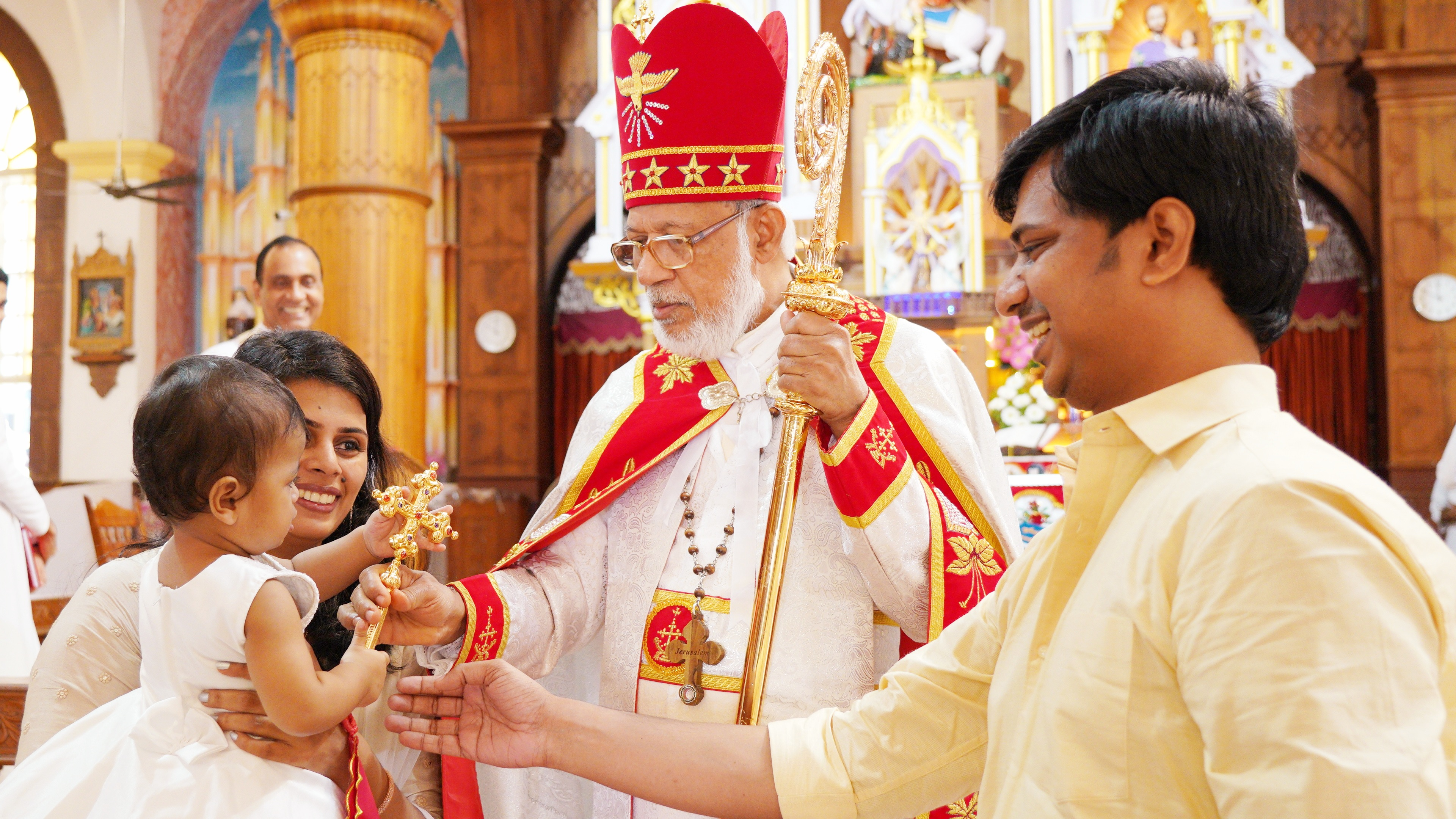
Arcibiskup George kardinál Alencherry s žehnacím křížem